# Університет Західного Онтаріо
Університет Західного Онтаріо (англ. The University of Western Ontario, UWO ; знаний як Західний Університет, англ. Western University, зазвичай скорочено до Західний англ. Western) — державний дослідницький університет у Лондоні, Онтаріо, Канада. Головний кампус розташований на 455 гектарах землі, оточений житловими кварталами та річкою Темза, що розділяє східну частину кампуса навпіл. В університеті функціонує дванадцять академічних факультетів і шкіл. Він є членом U15, групи дослідницьких університетів Канади.
Університет був заснований 7 березня 1878 року єпископом Ісааком Хельмутом з англіканської єпархії Гурон як Західний університет Лондона, Онтаріо. До нього ввійшов коледж Гурон, який був заснований у 1863 році. Першими чотирма факультетами були мистецтво, богослов'я, право і медицина. 1908 року університет став неконфесійним. Починаючи з 1919 року, університет був пов'язаний з кількома конфесійними коледжами. Після Другої світової війни університет значно виріс, до нього було додано ряд факультетів і шкіл.
Західний — це університет із спільною освітою, в якому навчається понад 24 000 студентів і більше 306 000 випускників в усьому світі. Серед відомих випускників — урядовці, науковці, керівники бізнесу, лауреати Нобелівської премії, стипендіати Родосу та видатні науковці. Університетські команди Західного, знані як Western Mustangs, змагаються на конференції U Sports з легкої атлетики Університету Онтаріо.

## Історія
Університет був заснований 7 березня 1878 року єпископом Ісааком Хельмутом з англіканської єпархії Гурон як Західний університет Лондона, Онтаріо, і його першим канцлером був головний суддя Річард Мартін Мередіт. До нього ввійшов коледж Гурон, який був заснований у 1863 році Першими чотирма факультетами були мистецтво, богослов'я, право і медицина (Лондонський медичний коледж). Спочатку в 1881 році було лише 15 учнів
Попри те, що університет був заснований у 1878 році, лише 20 червня 1881 року він отримав право надавати ступені в галузі мистецтва, богослов'я та медицини. 1882 року назва університету була змінена на Західний університет і коледж Лондона, Онтаріо. Перше скликання випускників відбулося 27 квітня 1883 року Спочатку університет був пов'язаний з Англіканською церквою, але в 1908 році став неконфесійним.
У 1916 році нинішнє місце розташування університету було придбано у родини Кінгсмілл. В університетському коледжі є дві меморіальні дошки Першої світової війни. Перша перелічує 19 студентів і випускників Університету Західного Онтаріо, які втратили життя; другий вшановує загиблих чоловіків з округу Міддлсекс. На третій табличці перелічено тих, хто служив у канадському загальному госпіталі № 10 під час Другої світової війни, підрозділі, створеному та обладнаному UWO.
У 1923 році університет був перейменований в Університет Західного Онтаріо. Першими двома будівлями, побудованими архітектором Джоном Муром і Ко на новому місці, були Будинок мистецтв (нині Університетський коледж) і Будинок природничих наук (тепер Будинок фізики та астрономії). Заняття на теперішньому місці університету розпочалися у 1924 році. Башта Університетського коледжу, одна з найвизначніших особливостей університету, була названа Меморіальною вежею Міддлсекс на честь чоловіків з округу Міддлсекс, які воювали в Першій світовій війні.
На початку 20 століття ряд закладів стали афілійованими коледжами Західного. 1919 року коледж Брешії був заснований як римо-католицький філіал Західного, тоді як Успенський коледж уклав договір про приєднання з університетом. Інші установи, які стали афілійованими коледжами Західного, включають коледж мистецтв Ватерлоо в 1925 році, коледж Святого Петра в 1939 році і королівський коледж у 1945 році. Коледж мистецтв Ватерлоо залишався афілійованим із Західним до 1960 року, коли заклад був реорганізований в університет Вільфреда Лор'є ; тоді як Успенський коледж залишався афілійованим із Західним до 1964 року, коли він був реорганізований у Віндзорський університет. Брешія, Гурон і Кінгс залишаються афілійованими з Західним.
На Будинку фізики та астрономії вивішено два меморіальні сувої часів Другої світової війни: у першому вказані студенти та випускники UWO, які служили у Другій світовій війні, а в другому — ті, хто служив у канадському загальному госпіталі № 10 під час Другої світової війни, підрозділ, піднятий та оснащений UWO.
Хоча кількість студентів була відносно невеликою протягом багатьох років, університет почав розвиватися після Другої світової війни. У післявоєнний період було створено ряд факультетів, таких як факультет аспірантури в 1947 році, Школа ділового адміністрування (нині бізнес-школа Айві) у 1949 році факультет інженерних наук (нині факультет інженерії) у 1957 р., юридичний факультет у 1959 р., Олтхаус-коледж (тепер педагогічний факультет) у 1963 р.,  і музичний факультет в 1968 р.
У 2012 році університет змінив бренд на «Західний університет», щоб надати закладу менше регіональної чи навіть національної ідентичності. «Ми хочемо бути міжнародними», — сказав президент, доктор Аміт Чакма The Globe and Mail. Однак юридична назва університету залишається «Університет Західного Онтаріо», її використовують у виписках та дипломах.
У 2014 році Стенлі Добровольського, колишнього штатного психіатра для студентів Західного, засуджено за сексуальні злочини проти своїх пацієнтів. Він визнав себе винним за 18 звинуваченнями (16 у сексуальних домаганнях, одне у вуаєризмі та одне в непокорі суду) і був засуджений до чотирьох років позбавлення волі. Добровольський працював психіатром у Західному до 1995 року. 16 березня 2016 року університет вибачився за дії Добровольського
У вересні 2021 року кілька студентів зазнали сексуального насильства під час тижня орієнтації в Західному. Інциденти з'явилися після того, як в Інтернеті з'явилися численні повідомлення про сексуальні насильства, багато з яких за сприяння наркотиків. Результатом інцидентів стала деяка критика університету за те, що він не захистив студенток від культури зґвалтування. Того ж тижня біля університету було вбито студента першого курсу Західного; Пізніше підозрюваному було пред'явлено звинувачення у ненавмисному вбивстві у зв'язку з інцидентом.

## Кампус
Університет Західного Онтаріо розташований у місті Лондон, Онтаріо, у південно-західному кінці коридору Квебек-Сіті-Віндзор. Більшу частину кампуса оточують житлові квартали, а річка Темза розділяє східну частину кампуса навпіл. Західна дорога є головною транспортною артерією університету, що проходить з півночі на південь. Центральний кампус, який включає більшість студентських резиденцій та навчальних закладів університету, займає приблизно 170.8 га.

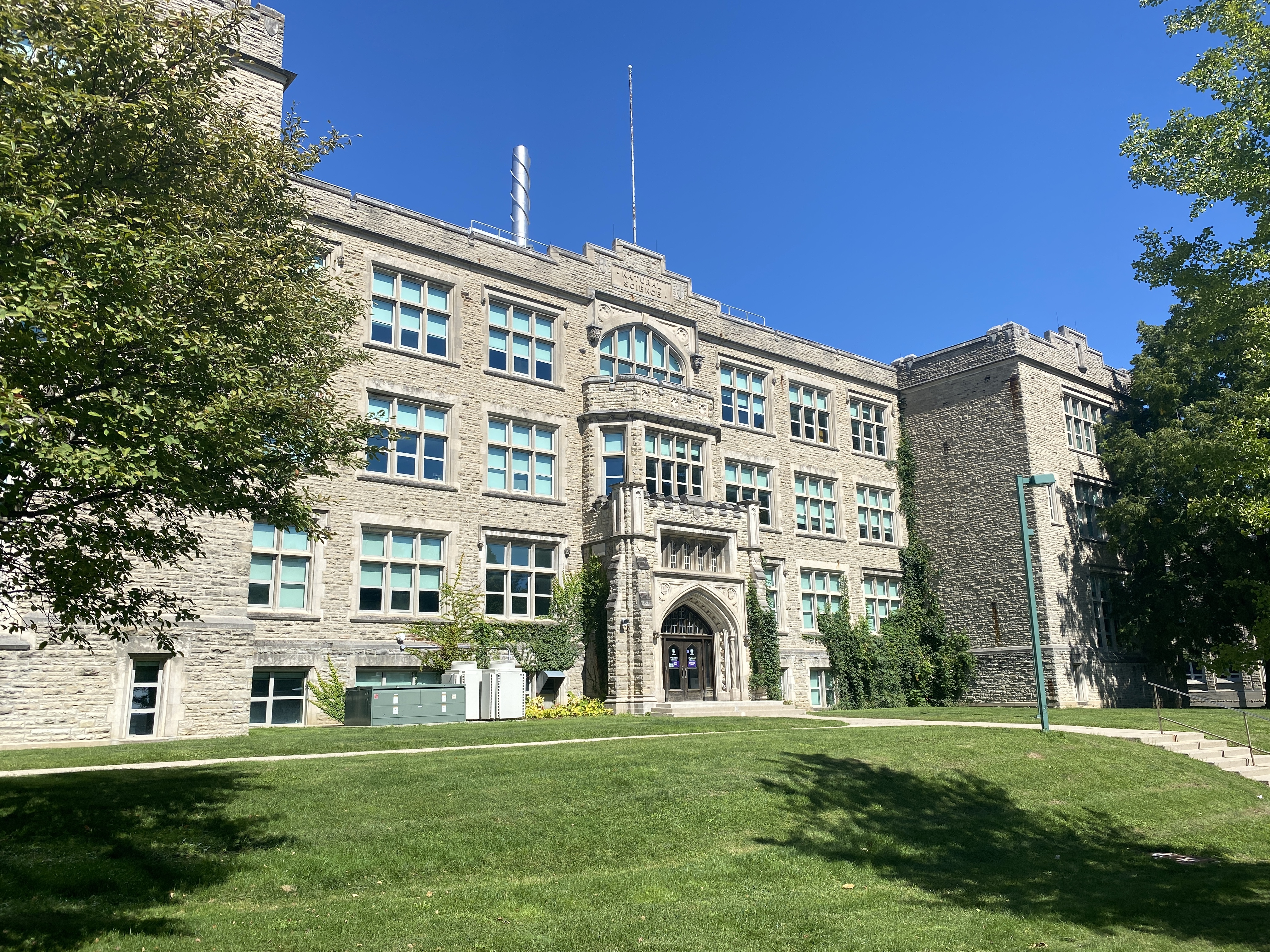
Будинок фізики та астрономії в готичному стилі було завершено в 1922 році. У багатьох будівлях кампуса Західного використано колегіальний готичний дизайн.

Студентські гуртожитки становлять найбільшу частину забудови Західного, приблизно 31 відсоток усієї площі будівлі призначено для житлових потреб. Навчальні та дослідницькі приміщення займають другу за величиною частину площі будівлі, приблизно 28 відсотків усієї площі будівлі призначено для цього. Більшість із цих установ використовують для наукових досліджень, причому для цієї мети виділено 48 відсотків усіх навчально-дослідницьких закладів. Приблизно 27 відсотків усіх навчальних та науково-дослідних закладів складаються з аудиторій, а решта 24 відсотків — із навчальних лабораторій.
Розвиток нинішнього кампуса Західного почався в 1920-х роках. Багато з найперших будівель університету використовували колегіальний готичний дизайн, характеристика, підтверджена генеральним планом будівництва Західного 1934 року. Оскільки кампус розширився наприкінці 1960-х років, університет відмовився від попередніх зобов'язань щодо колегіального готичного дизайну на користь бруталістських та модерністських архітектурних проєктів. У 2000 році планування центрального кампуса Західного було переосмислено, і ядро було відведено лише для навчальних корпусів. У плані Університетський коледж Хілл став центральним фокусом, що з'єднує нижню частину кампуса з Південною долиною Генеральний план кампуса 2006 року передбачав захист та оновлений акцент на університетських готичних будівлях Зазідного. Котельня/електростанція університету — найстаріша будівля центрального кампуса університету, відкрита в 1922 році. Найстарішими навчальними будівлями центрального кампуса є університетський коледж і корпус фізики та астрономії. Закладка фундаменту для обох будівель розпочалася в 1922 році і була завершена в 1924 році. Інженерний корпус Аміта Чакма — найновіший навчальний корпус на території кампуса, відкритий у вересні 2018 року. Західний міждисциплінарний дослідницький корпус, або WIRB, є найновішою будівлею на території кампуса, в ньому розміщені найсучасніші дослідницькі установи для вивчення когнітивної нейронауки, а також Інститут мозку та розуму, BrainsCAN та Інститут філософії Ротмана.

### Бібліотека та музеї

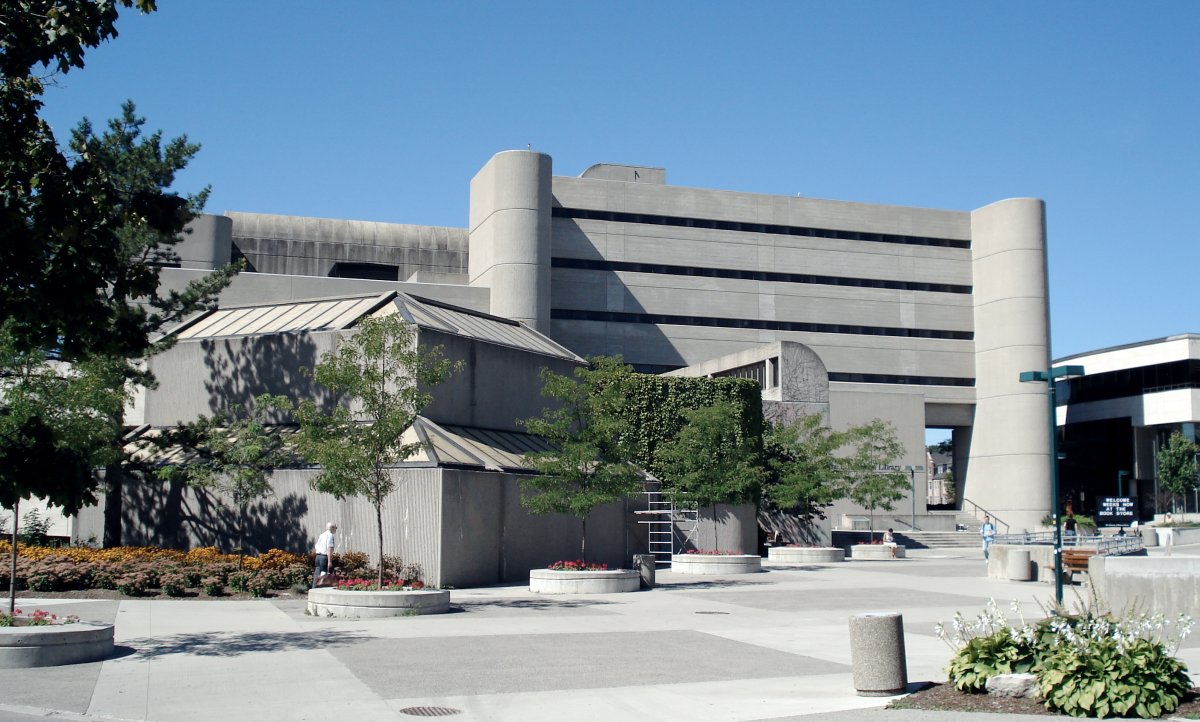
Бібліотека Д. Б. Уелдона є однією з шести філій бібліотек Західного.

Бібліотечна система університету, Бібліотеки Західного Western Libraries, включає шість бібліотек, ів яких станом на вересень 2015 зберігається понад 2,45 мільйона книг., а також електронні ресурси, включаючи електронні книги, серійні назви та бази даних. Бібліотеки, які є частиною системи, включають бібліотеку Алліна і Бетті Тейлор, бібліотеку СБ Джонстона, бібліотеку ДБ Уелдона, освітню бібліотеку, сімейну юридичну бібліотеку Джона і Дотси Бітове та музичну бібліотеку. Бібліотека Алліна і Бетті Тейлорів переважно обслуговує факультети інженерії, наук про здоров'я, науки та Школу медицини та стоматології Шуліха, а бібліотека СБ Джонстона переважно обслуговує бізнес-школу Айві. Бібліотека Д. Б. Уелдона насамперед обслуговує факультети мистецтв і гуманітарних наук, інформаційних та медіа-досліджень та соціальних наук. У бібліотеці Д. Б. Уелдона також знаходиться університетський Центр архівів та наукових колекцій. Бібліотеки Західного також підтримують Спільний каталог бібліотек, який надає спільний доступ до колекцій бібліотек Західного, а також до колекцій з бібліотек університетських коледжів, афілійованих із Західним, включаючи Університетський коледж Брешії, Університетський коледж Гурон, Коледж Королівського університету та Семінарію Святого Петра. Доступ до спільного університетського каталогу надається студентам і викладачам Західного, а також дочірніх університетських коледжів.

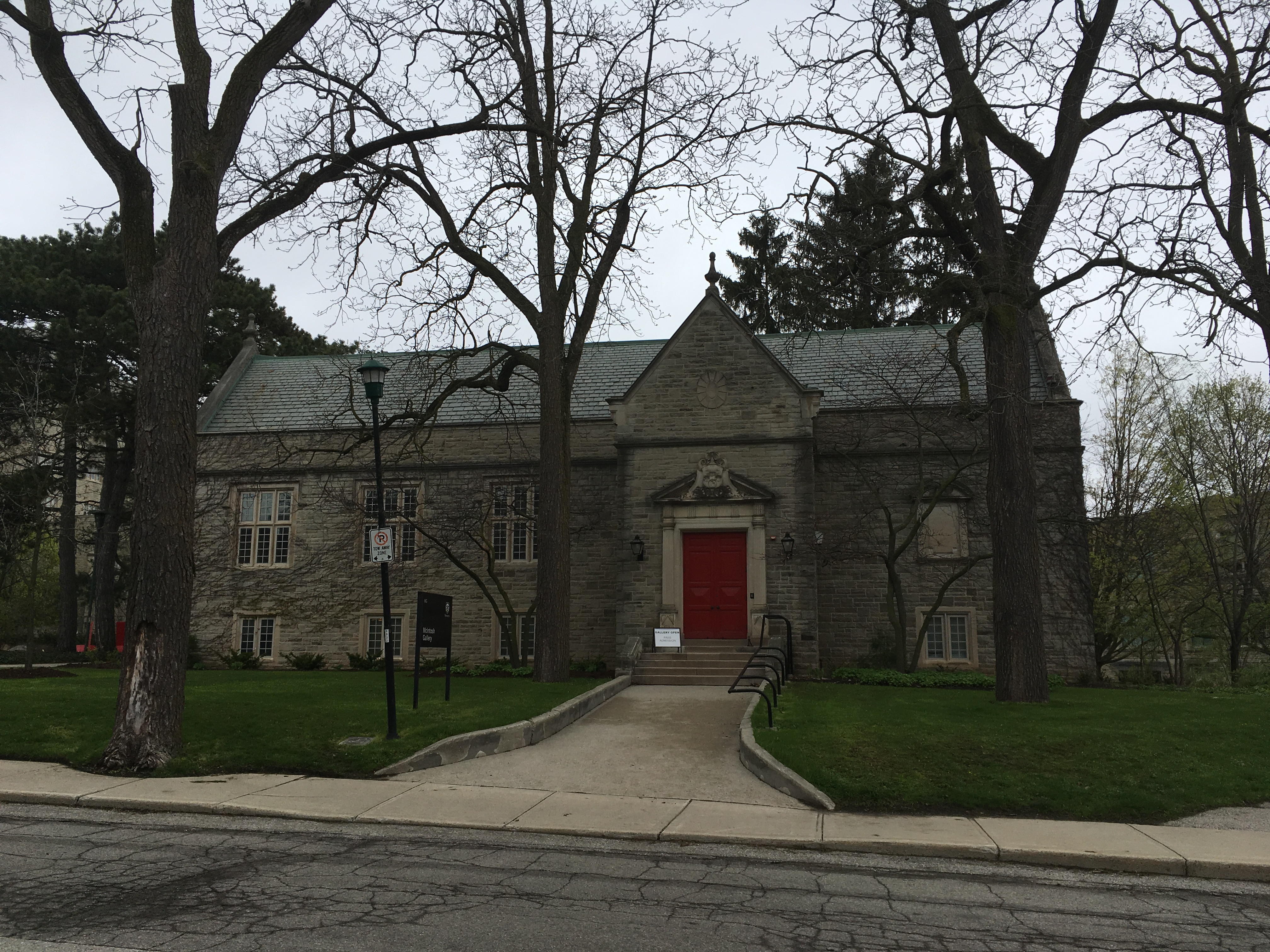
McIntosh Gallery є однією з двох художніх галерей, розташованих на території кампусу.

У Західному також є дві художні галереї: Artlab Gallery та McIntosh Gallery. Розташована в Центрі візуальних мистецтв Джона Лабатта, галерея Artlab демонструє приблизно 14 проєктів на рік, досліджуючи концептуальне та експериментальне виробництво через широкий спектр засобів масової інформації. Галерея «Артлаб» також має на меті допомогти студентам та викладачам у проведенні досліджень та практик. McIntosh Gallery — це публічна художня галерея на базі університету, відкрита з 1942 року. Галерея є центром презентації та розповсюдження для університету, а також для лондонської спільноти, де демонструються передові практики та дослідження в галузі історії мистецтва та сучасного візуального мистецтва. Галерея є найстарішою університетською художньою галереєю в провінції Онтаріо, спочатку відкрита як виставка картин військових художників з Національної галереї Канади. 683 роботи з колекції Галереї були виставлені в головному кампусі університету в рамках програми ArtShare у 2014 році.
Західний також підтримує академічні та адміністративні зв'язки з Музеєм археології Онтаріо. Спочатку музей виріс із колекції артефактів, розміщених у різних будівлях по всьому Лондону, включаючи Western's University College і Middlesex College. Офіційно відкритий 28 лютого 1978 року, його створенню сприяли президент університету та факультет соціальних наук Західного. Попри те, що музей був створений як незалежна благодійна організація, не мав можливості спільного капіталу, його директорів продовжувала призначати Рада керуючих університету.

### Житлові та студентські приміщення

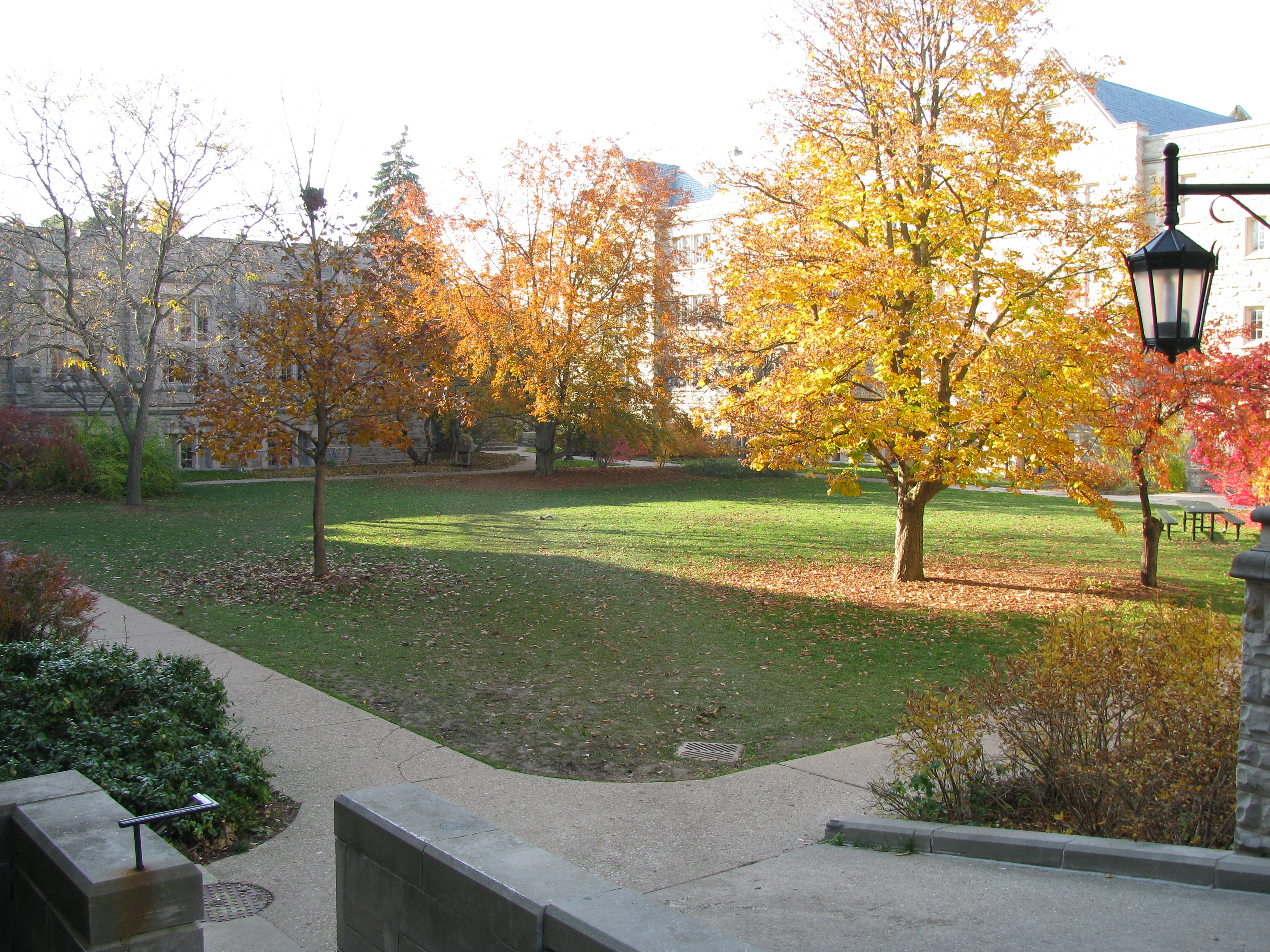
Sydenham Quad в Medway-Sydenham Hall, одній з дев'яти студентських резиденцій на території університетського містечка

Головний кампус Університету Західного Онтаріо пропонує студентське житло, з дев'ятьма студентськими резиденціями, в яких проживають студенти першого або старшого курсу. У вересні 2015 року в кампусі проживало 23,49 відсотка студентів, у тому числі 78,69 відсотка всіх студентів першого курсу. Кожна резиденція має власну раду резиденцій, яка керується своєю конституцією. Будинки студентських резиденцій поділені між резиденціями в традиційному стилі, резиденціями в стилі люкс і резиденціями в гібридному стилі, які включають елементи традиційного та люксового стилів проживання.
Резиденції в традиційному стилі включають Делавер-холл, Медвей-Сайденхем-холл і Согін-Мейтленд-холл. Резиденції в стилі люкс включають Alumni House, Elgin Hall, Essex Hall і London Hall. Резиденції в гібридному стилі включають Perth Hall і Ontario Hall. Будинок випускників і Лондонський зал призначені виключно для студентів старших курсів. Найбільшим житловим будинком університету є Saugeen–Maitland Hall, в якому проживають 1252 студенти першого курсу. Найменший житловий будинок — будинок випускників, в якому проживають 224 студенти старших курсів. Університет також керує трьома квартирами в кампусі виключно для студентів старших курсів і аспірантів. Університетські апартаменти складаються з Bayfield Hall, який складається з 299 квартир з 1 спальнею, Beaver & Ausable Halls, що складається з 99 апартаментів з 2 спальнями, і Lambton Hall, який складається з 150 квартир з 2 спальнями. Починаючи з вересня 2021 року, Lambton Hall буде перетворено в резиденцію першого року.
Система підтримки в Residences at Western складається з понад 500 студентів старших курсів, які займають різні ролі та посади, з метою надання допомоги студентам першого курсу та виступати як ресурс для них. Ці посади включають резидентів, академічних та керівних програмістів, лідерів громад, резидентів та викладачів, рад резидентів, екскурсоводів резидентів та співробітників Connect-IT. Співробітники резиденції та софи живуть разом зі студентами-першокурсниками в різних резиденціях Західного та допомагають створити атмосферу, яка дозволить студентам першого курсу рости та адаптуватися до університетського життя.
Університетський громадський центр діє як центр діяльності студентів Західного, є центром університетського управління студентами та громадськими, культурними, розважальними та рекреаційними заходами, спрямованими на студентів. Університетський громадський центр містить офіси ряду студентських організацій, у тому числі спілки студентів бакалаврату, Ради студентів університету, а також спілки аспірантів, Товариства аспірантів. Крім того, Університетський громадський центр також надає низку роздрібних та харчових послуг, а також різноманітні клубні приміщення та навчальні кімнати.

### Поза кампусом
Окрім центрального кампуса Університету Західного Онтаріо, університет володіє кількома іншими об'єктами нерухомості в Південно-західному Онтаріо. Не враховуючи центральний кампус Західного, а також кампуси приєднаних до Західного університетських коледжів, Західний володіє приблизно 309.6 га землі. Серед них є ряд дослідницьких установ. Об'єкти, які керуються Western Research Parks, об'єднані в три дослідницькі парки. Три парки служать дослідницькою ланкою між науковцями та корпораціями.

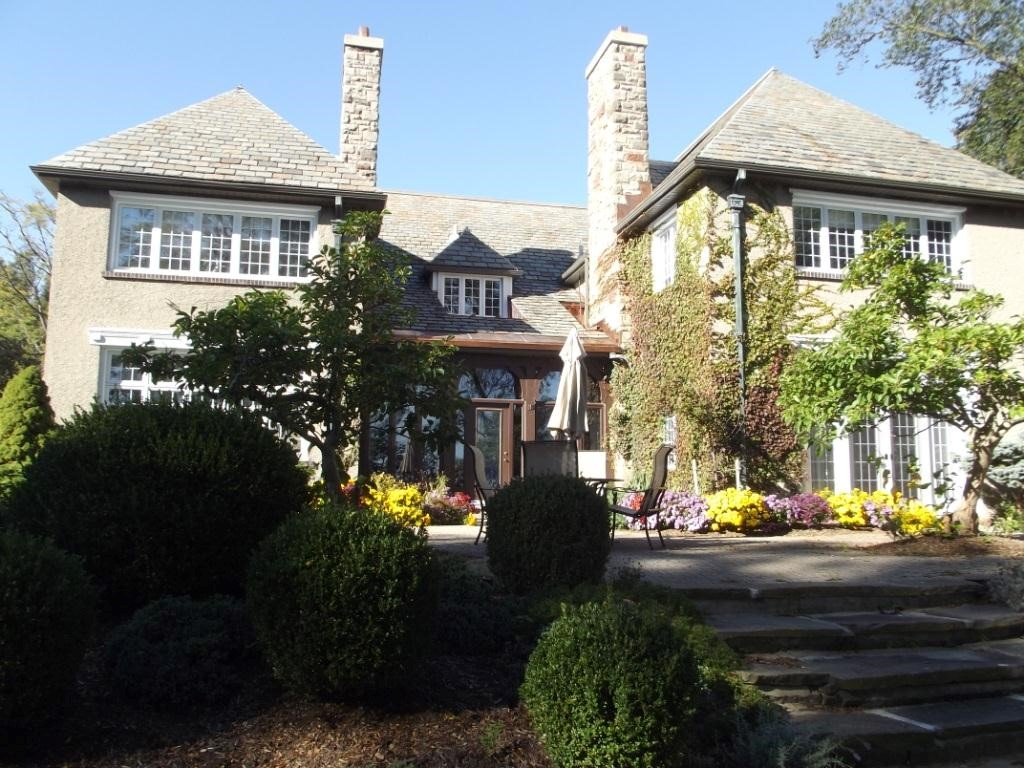
Gibbons Lodge служить офіційною резиденцією президента університету. Це одна з кількох університетських власностей за межами свого головного кампуса.

Найстарішим дослідницьким парком, яким керує Західний, є Discovery Park, який примикає до головного кампуса університету. Дослідницький парк площею 16.2 га був створений у 1989 році, з орендарями від національних державних лабораторій до великих багатопромислових дослідницьких центрів. Discovery Park також включає готель на 48 номерів і конференц-центр Windermere Manor. Advanced Manufacturing Park — це ще один дослідницький парк, створений завдяки партнерству між Western, Fanshawe College та Лондонським Сіті. Advanced Manufacturing Park — це науково-дослідний парк 52.6 га, побудований на території, зонованої для повномасштабного виробництва та великомасштабних досліджень. WindEEE Dome є одним з об'єктів, побудованих у Advanced Manufacturing Park. WindEEE Dome — це перша у світі шестикутна аеродинамічна труба, що дозволяє вченим розв'язувати певні проблеми, пов'язані з вітром. Конструкція здатна вмістити копії будівель і мостів для перевірки цілісності конструкції в різних умовах вітру. Об'єкт здатний фізично моделювати вітрові системи високої інтенсивності, включаючи торнадо, і вибухи, які важко відтворити в інших аеродинамічних трубах. У 2003 році Western відкрив інший дослідницький парк, знаний як дослідницький парк Сарнія-Лембтон, у рамках спільної ініціативи з округом Лембтон і Сарнія. Дослідницький парк 32.4 га примикає до коледжу Лембтон і є домом для найбільшого в Канаді бізнес-інкубатора чистих технологій.
Університет також керує кількома резиденціями за межами центрального кампуса. Офіційна резиденція президента університету Гіббонс Лодж знаходиться за межами кампуса. Будинок у стилі Тюдорівського відродження, побудований у 1932 році, розташований на північ від центрального кампуса Західного. Його придбав університет у 1960 році. Окрім Gibbons Lodge, університет також підтримує Platt's Lane Estates, комплекс таунхаусів та квартир на південь від кампуса університету. Комплекс розрахований на проживання старшокурсників, аспірантів та студентів із сім'ями.

### Сталість
Екологічністю кампуса в Західному керує Консультативний комітет президента з питань навколишнього середовища та сталого розвитку. Повноваження комітету включають забезпечення сталого розвитку в академічне програмування, участь у дослідженнях у різних дисциплінах з питань екологічної стійкості, використання методів екологічного озеленення та збереження зелених насаджень, а також будівництво та реконструкцію об'єктів відповідно до принципів енергоефективності та стійкості Поряд з іншими членами Ради університетів Онтаріо, Західний у 2009 році підписав зобов'язання, знане як «Університети Онтаріо віддані екологічному світу», з метою перетворити свій кампус на модель екологічної відповідальності. Західний також підписав Декларацію Таллуара, декларацію стійкості, створену для президентів вищих навчальних закладів. Університетський кампус отримав оцінку B від Інституту стійкого розвитку у своїй картці звіту про стійкість коледжу за 2011 рік

## Адміністрація
Управління університетом здійснюється через Раду керуючих і Сенат. Сенат був першим керівним органом університету, створеним в установчому документі університету «Акт про інкорпорацію Західного університету Лондона, Онтаріо», 1878. Пізніше Рада керуючих була створена в Акті про внесення змін до Закону, щоб включити Західний університет Лондона, Онтаріо, 1892 р. Правління відповідає за управління університетом, у тому числі за фінансові питання. До складу правління за посадою входять ректор університету, президент, мер Лондона, наглядач округу Міддлсекс і секретар Ради керуючих. Рада також складається з 26 інших керівників, які призначаються або обираються членами громади університету та сусідньої громади, включаючи обраних представників студентського колективу.
Сенат відповідає за академічну політику університету. Сенат складається з 20 посад за посадою в Сенаті, наданих ректору, президенту, віце-президентам університету, старшому декану кожного факультету, університетському бібліотекарю та секретарю сенату. Секретар сенату є членом без права голосу за посадою. Сенат також складається з 46 обраних членів від викладачів університету, 18 членів від студентів і 9 членів від дочірніх коледжів Western, включаючи їх директорів. Сенат також складається з 9 інших членів з усього університетського співтовариства. Загалом до складу Сенату входять 103 члени, з яких 102 мають право голосу та 10–13 офіційних спостерігачів від Сенату.
Президент і проректор виконує функції головного виконавчого директора університету, підзвітного Раді керуючих і Сенату, шляхом нагляду та керівництва навчальною та адміністративною роботою університету та його викладацьким і невикладацьким персоналом. Алан Шепард — десятий президент університету, який розпочав свою посаду на посаді президента 1 липня 2019 року. Почесним і символічним керівником університету виступає ректор університету. Посада канцлера розрахована на чотири роки без можливості поновлення. Нинішнім ректором університету є Лінда Хазенфрац, яка була призначена на цю посаду 1 липня 2019 року

### Афілійовані установи
Університет Західного Онтаріо входить до трьох університетських коледжів. Університетський коледж Брешії — це жіночий католицький університетський коледж, єдиний жіночий коледж, що залишився в Канаді. Заснований урсулинками в 1919 році, невдовзі після його заснування була укладена угода про приєднання до Western, і кампус Брешії переїхав поряд із центральним кампусом Західного в 1925 році. Університетський коледж Гурон був заснований в 1863 році, спочатку створений як Huron College, а в 2000 році перейменований в Huron University College. Приналежність Гурона до Західного була дозволена в першій провінційній хартії Західного 1878 року. І Гурон, і Західний мають одного і того ж прабатька єпископа Ісака Хельмута. 1951 року Гурон переїхав до свого теперішнього місця, поруч із центральним кампусом Західного. King's University College був заснований у 1954 році як католицький коледж вільних мистецтв. Заснований як Коледж Христа Короля, у 1966 році він змінив назву на King's College, а у 2004 році — на King's University College. Незалежно від релігійної приналежності коледжу, зарахування до цих закладів не обмежується на основі релігійних переконань студента.

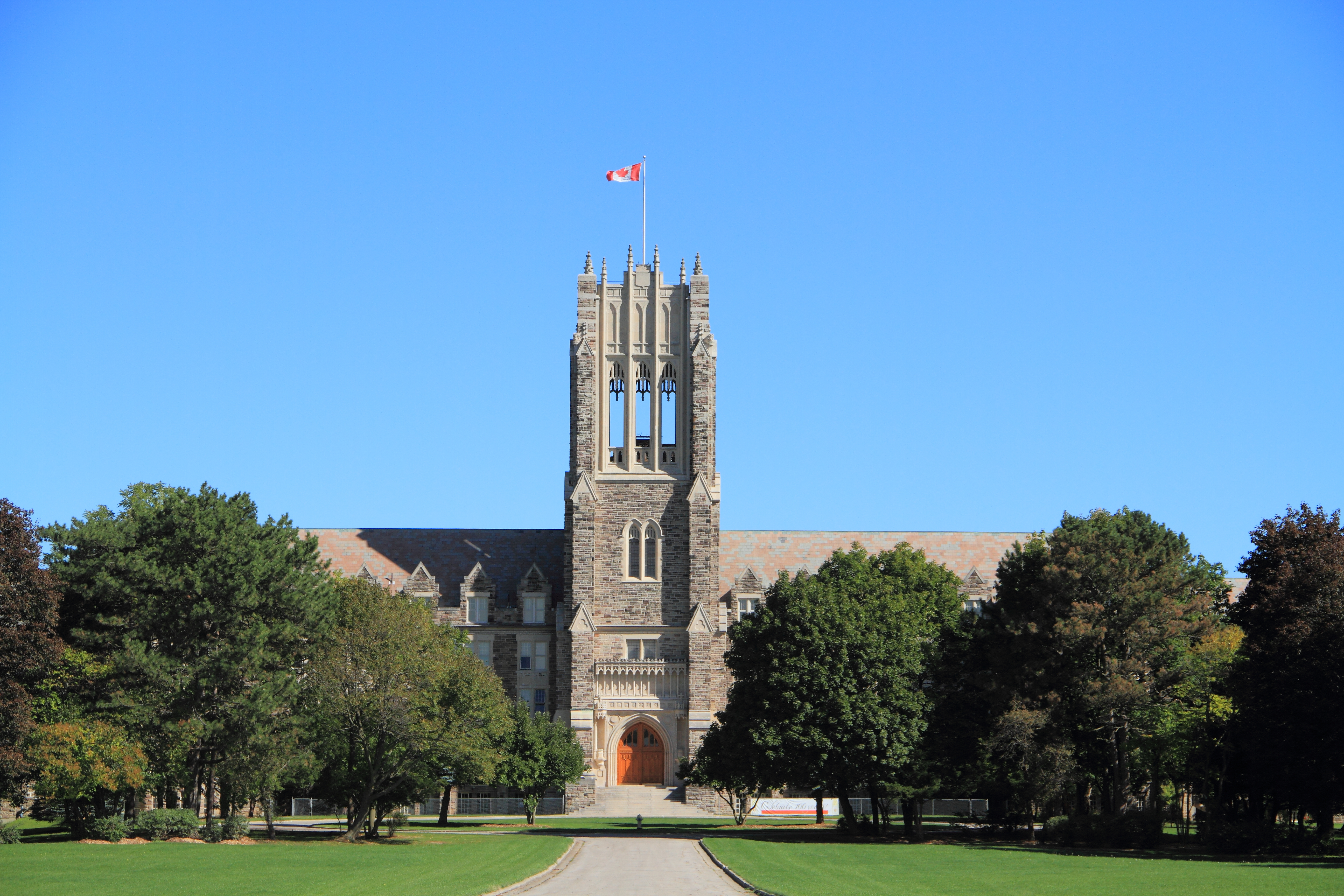
Семінарія Святого Петра є дочірньою установою Західного

На додаток до трьох університетських коледжів, Західний також підтримує зв'язок із Семінарією Святого Петра через свою приналежність до Королівського університетського коледжу. Заснована в 1912 році, Св. Петра була відкрита як семінарія для римо-католицької єпархії Лондона. Кампуси Королівського університетського коледжу та семінарії Святого Петра знаходяться на схід від Річмонд-стріт і центрального кампусу університету.
Студенти, зареєстровані в афілійованих університетських коледжах, мають доступ до всіх закладів Західного, спортивних та розважальних послуг університету та клубної системи. Випускники дочірніх університетських коледжів також отримують дипломи західних. Ресурси західних бібліотек, трьох бібліотек дочірніх університетських коледжів і бібліотеки семінарії Святого Петра розподіляються між студентами західних та її дочірніх установ через Каталог спільної бібліотеки. Дочірні установи мають власні кампуси, резиденції, а також академічні факультети. Проте зарахування на курси, що пропонуються Western або дочірніми установами, залишається відкритим для всіх студентів, зареєстрованих або в університеті, або в одному з його дочірніх закладів.

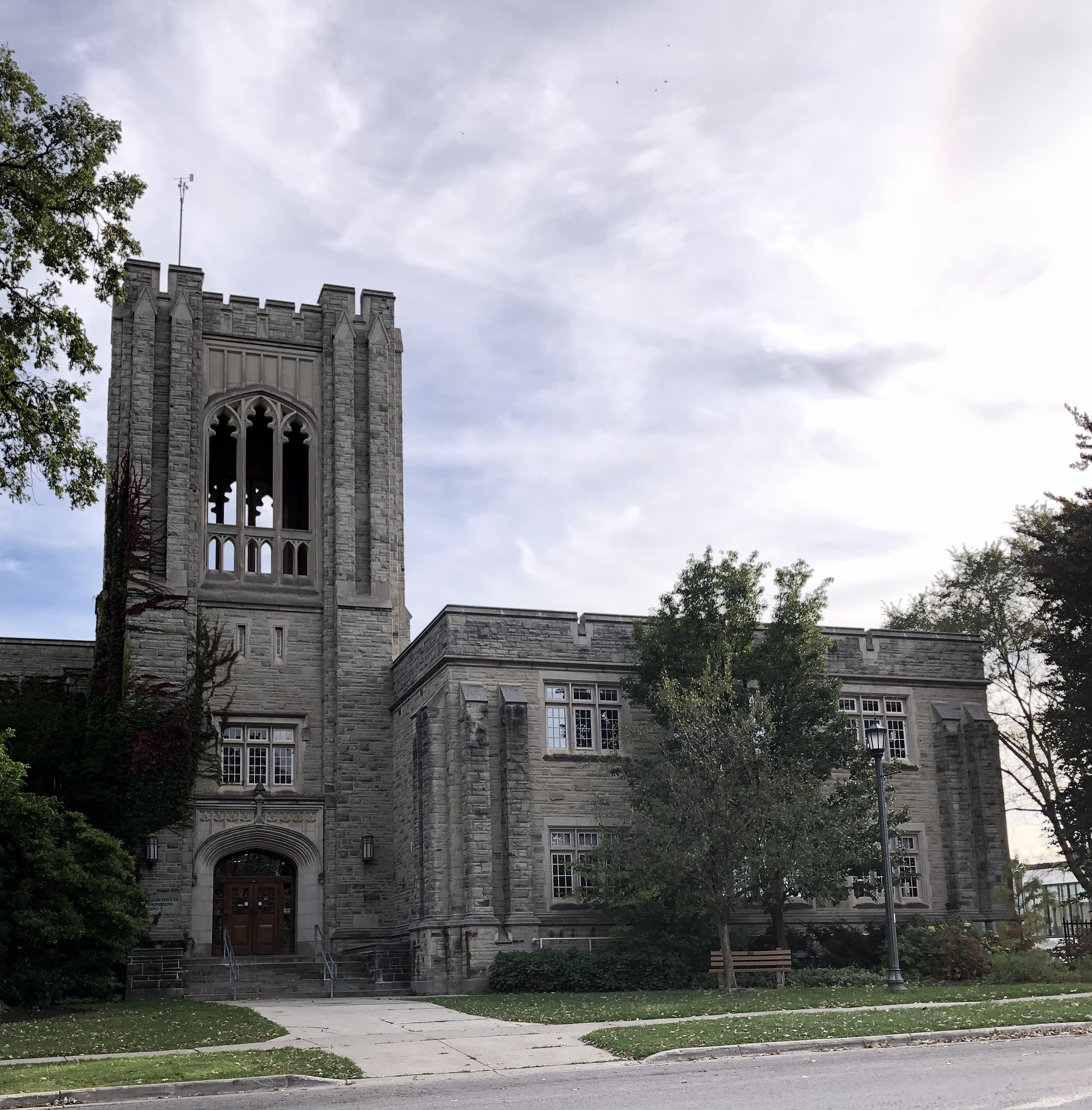
Інженерний корпус Спенсера використовує інженерний факультет Західного. Факультет є одним з одинадцяти факультетів університету.

Західний є дослідницьким університетом, який фінансує держава, і членом Асоціації університетів і коледжів Канади. Програми бакалаврату денної форми навчання складають більшість студентів, які навчаються в закладі, що складається з 30 665 студентів денної та заочної форми навчання та студентів паралельної освіти. Число аспірантів становить 5297 осіб, включаючи студентів денної форми навчання, студентів заочної форми навчання та аспірантів-ординаторів. У 2008—2009 роках університет присвоїв 4504 ступені бакалавра, 207 докторських, 1427 магістерських і 1180 дипломів другого вступу. Студенти можуть подати заявку на фінансову допомогу, як-от Програму допомоги студентам Онтаріо та Канадські студентські позики та гранти через федеральні та провінційні уряди. Фінансова допомога може надаватися у вигляді позик, грантів, стипендій, стипендій, скорочення боргу, звільнення від відсотків і робочих програм.
Університет розділений на 11 факультетів і шкіл, включаючи факультет музики Дона Райта, факультет мистецтв і гуманітарних наук, освітній факультет, інженерний факультет, факультет наук про здоров'я, факультет інформаційних та медіадосліджень, юридичний факультет, факультет науки, факультет соціальних наук, школа бізнесу Айві та школа медицини та стоматології Шуліха. У вересні 2016 року більшість студентів Western були зараховані на факультет соціальних наук, причому 7 114 студентів денної та заочної форми навчання навчалися на одній із їхніх програм. У тому ж році факультет наук про здоров'я мав найвищий набір серед аспірантів Western — 821 аспірант денної та заочної форм навчання. Аспірантура (School Graduate and Postdoctoral Studies) є центральною адміністративною одиницею післядипломної освіти університету. Однак, вона не вважається власним факультетом чи академічною школою.
Вимоги до вступу в Західний відрізняються залежно від системи освіти, з якої походить абітурієнт, через відсутність уніфікації в схемах оцінювання. У вересні 2012 року середня кількість студентів першого курсу денної форми навчання у Західному була 89,3 відсотка. Для вступу восени 2013 року було 45 000 заявок на 4 900 місць.
Університет також пропонує студентам можливість отримати кредити під час навчання за кордоном через програми студентського обміну та стажування, міжнародні екскурсії викладачів та клінічні стажування.

### Репутація
Університет Західного Онтаріо стабільно займає місце в міжнародних рейтингах університетів. У рейтингу Академічного рейтингу світових університетів 2021 року університет посів 201—300 місце у світі та 9–12 місце в Канаді. У рейтингу QS World University Rankings 2022 року університет займає 170 місце у світі та восьме в Канаді. Світовий рейтинг університетів Times Higher Education за 2022 рік зайняв 201—250 місце у світі та 8–11 у Канаді. У глобальному рейтингу університетів US News & World Report 2022 університет посів 294 місце у світі та десяте в Канаді. У рейтингу Макліна за 2022 рік Західний посів дев'яте місце у своїй категорії медичних і докторських університетів, зрівнявшись з Університетом Лаваля та Університетом Монреаля. Університет також посів дев'яте місце в категорії репутації Макліна.
Університет також потрапив у ряд рейтингів, які оцінюють перспективи працевлаштування його випускників. У рейтингу працевлаштування випускників QS 2020 року університет посів 121—130 місце у світі та шосте в Канаді.

### Дослідження

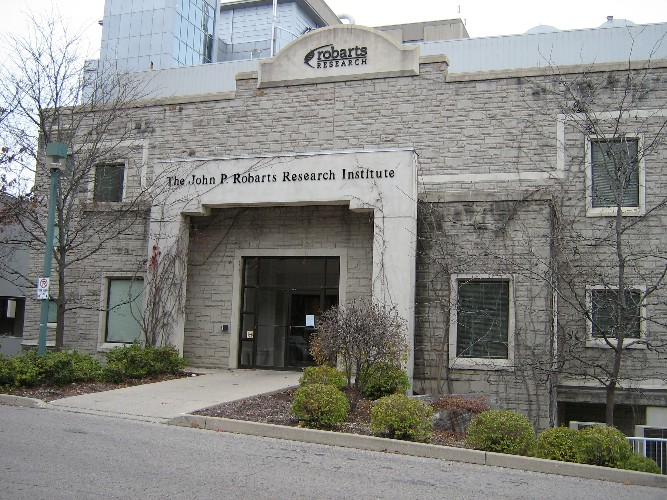
Дослідницький інститут Робартса — це медичний дослідницький центр у кампусі Західного. У закладі фундаментальні та клінічні дослідження проводять понад 600 осіб.

Західний має чотири основні галузі досліджень: науки про життя та стан людини, аналіз культури та цінностей, людське та фізичне середовище, соціальні тенденції, державна політика та економічна діяльність. У рейтингу канадських дослідницьких університетів Research Infosource за 2018 рік Західний посів 10 місце; зі спонсорованим доходом від досліджень (зовнішнє фінансування) у 249,669 мільйонів доларів у 2017 році У 2017 році викладачі Західного отримували в середньому 166 100 доларів США від спонсорованих досліджень, тоді як аспіранти отримували в середньому 41 600 доларів США. Федеральний уряд є найбільшим джерелом фінансування, що забезпечує 46 відсотків бюджету західних досліджень, головним чином за рахунок грантів. Приватні корпорації дають 10 % бюджету на дослідження Західного.
Результати дослідження Західного були відзначені кількома бібліометричними рейтингами університетів, які використовують аналіз цитування для оцінки впливу університету на академічні публікації. 2019 року рейтинг результативності наукових робіт для університетів світу зайняв 197-е місце в Західному світі та дев'яте в Канаді, тоді як рейтинг університетів за академічними результатами 2018—2019 років ставив університет на 187-е місце у світі та дев'яте в Канаді.
Дослідження людського мозку також стали основним напрямком в університеті. Інститут мозку та розуму зосереджується на дослідженнях когнітивної нейронауки в Західному. У 2011 році Інститут виявив, що сліпі можуть виконувати ехолокацію за допомогою зорової кори головного мозку. В іншому дослідженні 2011 року, проведеному в Західному, припущено, що люди, які глухі від народження, можуть змінити область свого мозку, яка використовується для слуху, щоб покращити зір. Західний також є домом для Інституту дослідження Землі та космосу, першого спеціалізованого космічного інституту, який надає ступінь планетарних наук у Канаді. Інститут відіграє ключову роль у передових міждисциплінарних дослідженнях планетних тіл, включаючи операції в реальному часі для космічних кораблів і телескопів, що обертаються навколо тіл Сонячної системи. 
У 2014 році університет оприлюднив плани створення об'єкта площею 4200 квадратних футів для досліджень у галузі медицини, науки і техніки, з вивчення ВІЛ та інших складних патогенів людини. Кафедра мікробіології та імунології Школи медицини та стоматології Шуліха визнана у всьому світі, багато в чому завдяки новаторським відкриттям доктора Чіл-Йон Канга, західного дослідника, який клінічно тестує профілактичну вакцину проти ВІЛ/СНІДу. SAV001 -H є першою і єдиною профілактичною вакциною проти ВІЛ на основі генетично модифікованого повністю вбитого вірусу ВІЛ-1. У серпні 2013 року було завершено клінічне випробування Управління з контролю за продуктами і медикаментами США (FDA), яке не повідомило про жодних серйозних побічних ефектів під час підвищення рівня антитіл у добровольців. Вакцина SAV001-H має величезні перспективи, оскільки вже довела, що вона стимулює сильні імунні реакції в попередніх токсикологічних тестах. Це єдина вакцина проти ВІЛ, яка розробляється в Канаді, і одна з небагатьох у світі.

## Студентське життя
|                    | Бакалавр | Випускник |
| ------------------ | -------- | --------- |
| Чоловік            | 43,9 %   | 45,0 %    |
| Жінка              | 56,1 %   | 55,0 %    |
| канадський студент | 90,1 %   | 78,0 %    |
| іноземний студент  | 9,9 %    | 22,0 %    |

Дві основні студентські спілки з адміністративних та політичних питань — це Рада студентів університету для всіх студентів і Товариство аспірантів для аспірантів. Студентська рада університету визнає понад 180 студентських організацій та клубів, членами яких є понад 19 500 осіб. Ці клуби та організації охоплюють широкий спектр інтересів, таких як наука, культура, релігія, соціальні проблеми та відпочинок. Студентська рада університету також надає додаткові послуги, такі як кінотеатр кампуса (Western Film), паб/ресторан (The Spoke & Rim Tavern), магазин одягу (The Purple Store) та друкарня. Усі ці приміщення можна знайти в університетському громадському центрі.

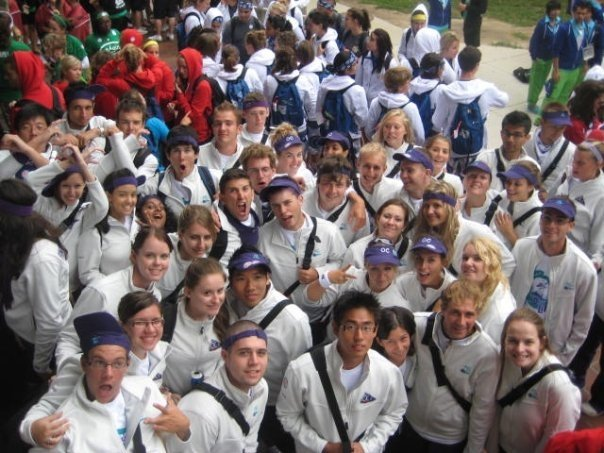
O-week у Західному — це тиждень заходів, спрямованих на орієнтацію та прийом нових студентів.

У студентській спільноті існує ряд братств і жіночих товариств. Існує п'ять міжнародних жіночих клубів Western, Alpha Gamma Delta, Alpha Omicron Pi, Alpha Phi, Kappa Alpha Theta і Pi Beta Phi. Також існує десять братств у Western, Alpha Epsilon Pi, Delta Upsilon, Kappa Sigma, Phi Delta Theta, Phi Gamma Delta, Pi Kappa Alpha, Lambda Chi Alpha, Sigma Chi, Zeta Psi та Kappa Alpha Society.

### Атлетика
Легкою атлетикою в Western керує Sports & Recreation Services, підрозділ факультету наук про здоров'я. Університетські команди змагаються на конференції U Sports з легкої атлетики Університету Онтаріо. Університетські команди знані як західні мустанги. Як це є обов'язковим для всіх членів U Sports, Західний не надає повноцінних спортивних стипендій. Університетські команди Західного були дуже успішними. Зокрема, футбольна команда виграла 32 провінційні чемпіонати, виступила в 16 фіналах національних чемпіонатів і виграла 7 чемпіонатів Кубка Ванє, а також 3 попередні чемпіонати Черчілль Боул як національні чемпіони. Баскетбол виграв 24 провінційні чемпіонати, а веслування — 23 провінційні чемпіонати. Команда зі сквошу виграла два титули чемпіона NCAA.
Університет має ряд спортивних закладів, відкритих для їхніх університетських команд та їхніх студентів. Західний студентський центр відпочинку, відкритий у січні 2009 року, є домом для групового фітнесу в Західному, відпочинку, зареєстрованого масажу, спортивної психології, оздоровчого відпочинку, очних видів спорту та клубів. Цей заклад, більш знаний як WSRC або Rec Centre, має 8-смуговий 50-метровий басейн. 3-рівнева бетонна оглядова зона з видом на басейн. Також є 1-метрова дошка для скакання. У WSRC є понад 19 000 квадратних футів для ваги, кардіо та розтяжок. На першому поверсі три спортзали, на верхньому ще два. Поза нижніми тренажерними залами є ігри та зала для настільного тенісу на 1-му поверсі, а за межами верхніх тренажерних залів — кардіотренажер, а також місце для програмування спін-байк. Також на 4 поверсі є дві великі студії, де проводяться фітнес, клуби та танцювальні курси.

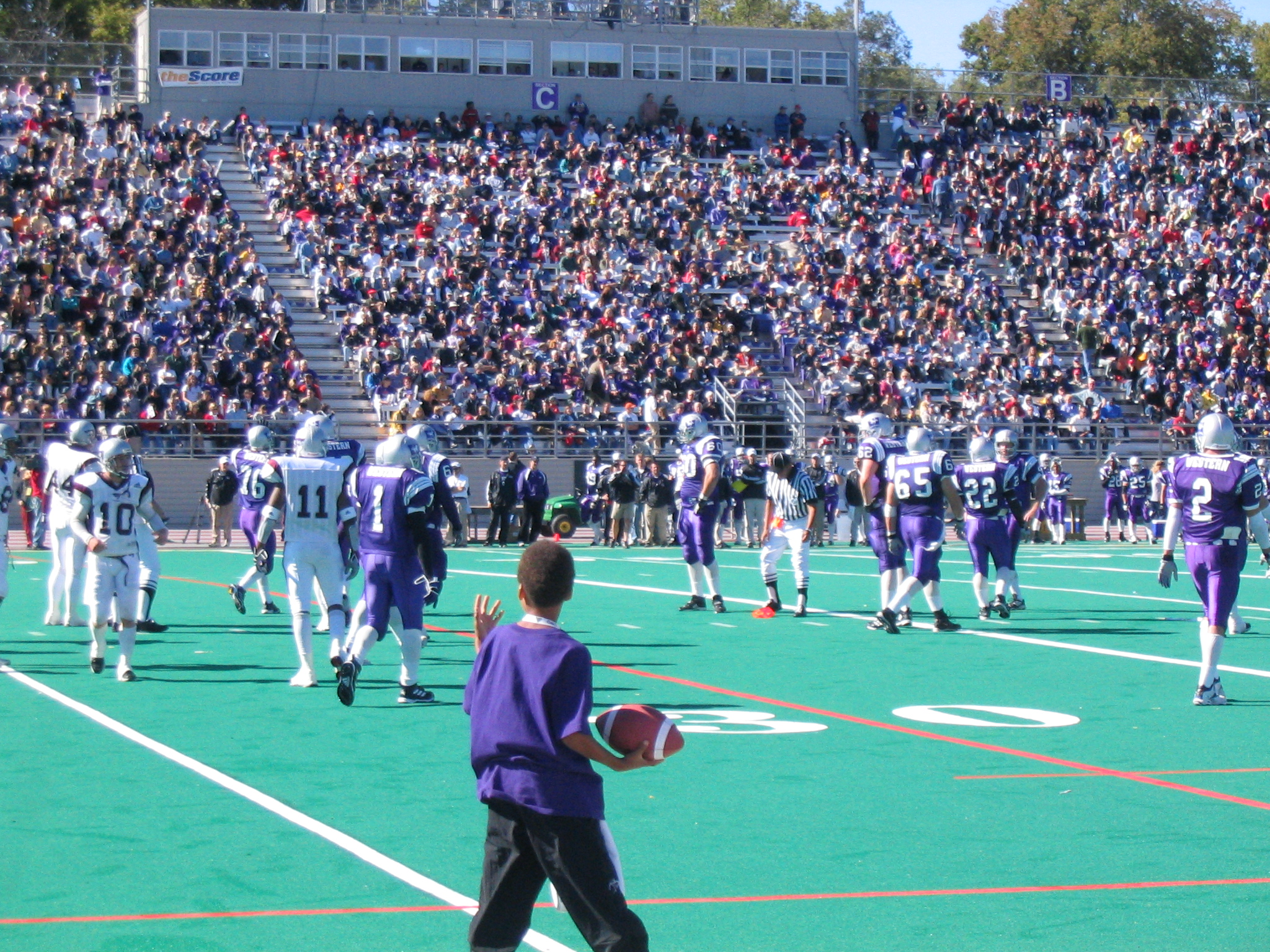
Західні мустанги змагаються в ряді видів спорту, включаючи канадський футбол.

Стадіон Western Alumni (раніше TD Stadium) був головним стадіоном університету з моменту його відкриття в 2000 році і вміщував понад 8000 глядачів. Стадіон є домом для університетської футбольної збірної університету, і тут проходили ряд заходів, зокрема Чемпіонат світу з лакросу та Ігри Канади. Рекреаційно-атлетичний центр Томпсона, який містить ряд спортивних об'єктів, включаючи ковзанку, тенісні майданчики та трек, є домом для університетських команд з хокею та університетських команд з легкої атлетики. Іншим спортивним об'єктом університету є Зал випускників, який є багатофункціональним майданчиком для таких видів спорту, як баскетбол, волейбол та інші заходи в приміщенні.
Багато студентів Західного беруть участь в очних спортивних лігах і турнірах. Можливості пропонуються на різних рівнях кваліфікації та в різних видах спорту. Пропоновані види спорту включають традиційні види спорту, як-от волейбол, баскетбол і футбол, а також менш традиційні заходи, як-от вишивання та водне поло. Західний також проводить футбольні ігри середніх шкіл на TD Stadium. Західний має кілька бойових і шкільних пісень, які можна почути на університетських іграх, включаючи офіційну університетську пісню «Вестерн». Ця пісня написана у 1930 році, її найчастіше виконує Western Mustang Band на футбольних іграх та інших спортивних змаганнях.

### Виступи
Факультет музики Дона Райта щороку пропонує майже 400 виступів, майстер-класів та сольних концертів, більшість із яких відкриті для публіки. Симфонічний оркестр Західного університету та камерний оркестр Західного університету регулярно виступають під керівництвом Алена Труделя. UWOpera під керівництвом Теодора Берга виконує широкий спектр репертуару, починаючи від оперети і закінчуючи повними оперними творами в Театрі Пола Девенпорта (відреставрованому та перейменованому в 2009 році в Театр Телбот).
Theatre Western створює сезон, який включає щорічне музичне ревю сучасного та класичного Бродвею, Purple Shorts (Фестиваль одноактних п'єс Західного) і головну музичну постановку кожної весни. The Huron Underground Dramatic Society (HUDS) — студентський драматичний гурток, який ставить кілька шоу на рік.

### ЗМІ

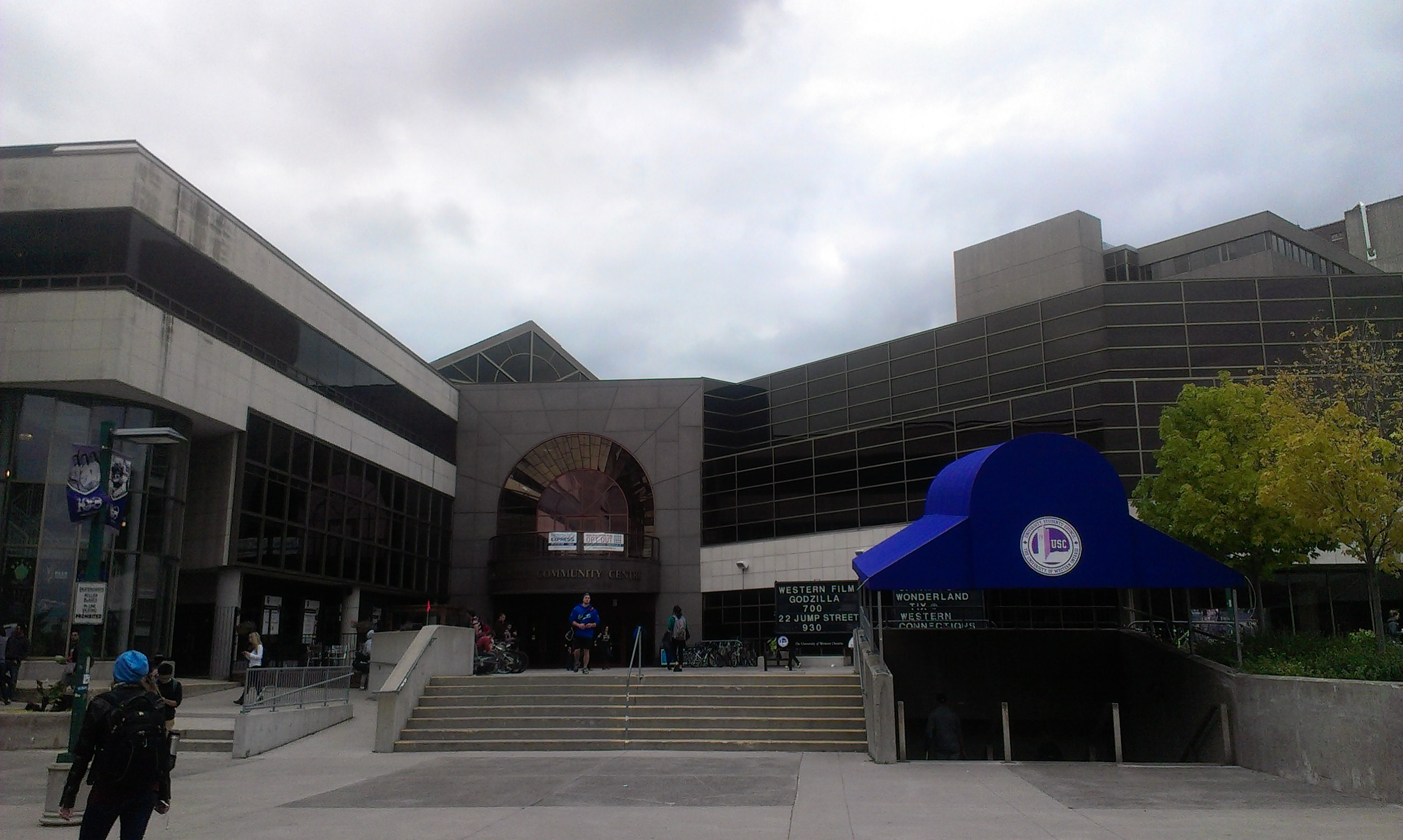
Університетський громадський центр — це студентський центр, у якому розміщується ряд студентських організацій, включаючи радіостанцію кампуса та студентську газету.

Студентське населення університету керує рядом ЗМІ по всьому університетському містечку. Студентська рада університету володіє та керує кампусною радіостанцією CHRW-FM (94,9 FM). Перше радіо в кампусі, яке запрацювало в Західному, було в 1971 році, хоча сучасна станція CHRW-FM була створена лише в 1979 році, через рік після закриття першої в Західному радіостанції в кампусі.
Студентська рада університету раніше керувала закритою телевізійною станцією, відомою як tvWestern.ca. Станція розпочала мовлення в 1994 році і була припинена студентською спілкою в 2010 році після того, як була вирізана з операційного бюджету Студентської ради університету.

#### Газета
The Gazette, яку іноді називають Western Gazette, є студентською газетою, яка видається з 1906 року. Газета виходить в Інтернеті щодня та в друкованому вигляді по вівторках протягом навчального року. The Gazette має своє коріння як рукописна літературна газета під назвою In Cap And Gown, яка почалася в 1902 році. The In Cap And Gown був вперше випущений у газетному папері в листопаді 1906 року, але змінив назву на The Gazette у 1908 році. Газета припинила виходити навесні 1916 року через Першу світову війну, але була відновлена в старому вигляді в 1919 році. 1930 року, через 7 років після того, як Western University змінив назву на University of Western Ontario, газета змінила назву на University of Western Ontario Gazette. Зараз вона відома просто як The Gazette, її приналежність до західної, яка по-різному визнається в її друкованому виданні як «офіційна студентська газета Західного університету».  Gazette починалася як щомісячна, але в перші роки свого існування виходила щотижня і двічі на тиждень. Вона почала виходити чотири рази на тиждень у 1991 році і повернулася до формату два рази на тиждень у 2015 році. Зміна графіка друкованих видань супроводжувалася великою цифровою трансформацією. Газета перейшла до філософії цифрових технологій і щодня зосереджується на мультимедійному та онлайн-контенті. У 2017 році « Газета» почала друкуватися лише раз на тиждень. Western Gazette поглинула активи Western TV у 2016 році. Західне телебачення формально було Big Purple Couch і TV Western.
Газета породила кілька інших публікацій за свою історію. Одним з них була Occidentalia, що сягала своїм корінням у випусках спеціального скликання Gazette, які містили фотографії випускного класу. «Oxy», як його називали, став щорічником університету і надав «цікавий запис річної діяльності на всіх факультетах і школах». Видання належить і видане Радою студентів університету (USC). Газета має редакційну автономію від УСК. Комітет публікацій складається переважно з професійних журналістів, які консультують штатний персонал з питань редакційних рішень та фінансового управління газетою, а також пропонують посередницькі відносини між часом суперечливими стосунками між студентськими політиками, про які повідомляє Gazette. Це видання є одним із засновників National University Wire. The Gazette має довгу історію створення деяких із найвідоміших журналістів Канади. Випускники Gazette працювали в багатьох успішних медіамережах, включаючи The Globe and Mail, Toronto Star, National Post, MacLean's, CBC, CTV, Al Jazeera, Sportsnet і The New York Times. Серед відомих випускників: Стівен Брант, Сьюзан Делакур, Кевін Донован, Скотт Фещук, Еліотт Фрідман, Кевін Ньюман, Керол Офф, Алан Тік, Пол Уеллс та Аарон Уеррі.

### Програми студентського життя

#### Лідерська освіта
Програма освіти лідерства розроблена, щоб навчити студентів, як стати ефективними лідерами, як індивідуально, так і в команді. Програма поділена на три рівні: індивідуальне лідерство, лідерство групи та лідерство громади. Щоб успішно завершити рівень, особа має пройти принаймні п'ять із семи його модулів. Після завершення студенти отримують Лист про досягнення за підписом декана університету.

#### Обмін студентами
Університет Західного Онтаріо пропонує програму обміну студентами для навчання за кордоном з кількома іншими партнерськими установами. Майже чотири сотні студентів щороку приїжджають до Західного як студенти по обміну з усього світу, ще більше студентів приїжджають до Західного як міжнародні студенти або студенти по обміну. Western International Exchange Program пропонує своїм студентам можливість навчатися в більш ніж 85 різних установах у 25 країнах.

## Видатні люди

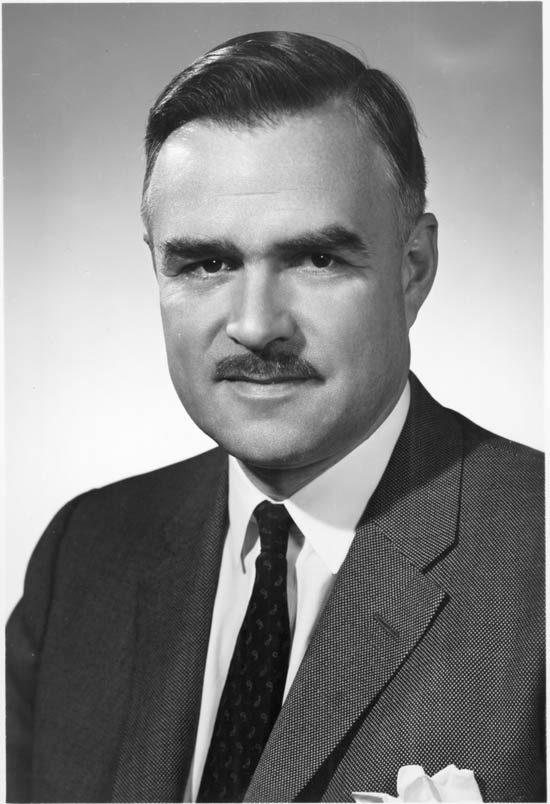
Джон Робартс, 17 -й прем'єр Онтаріо
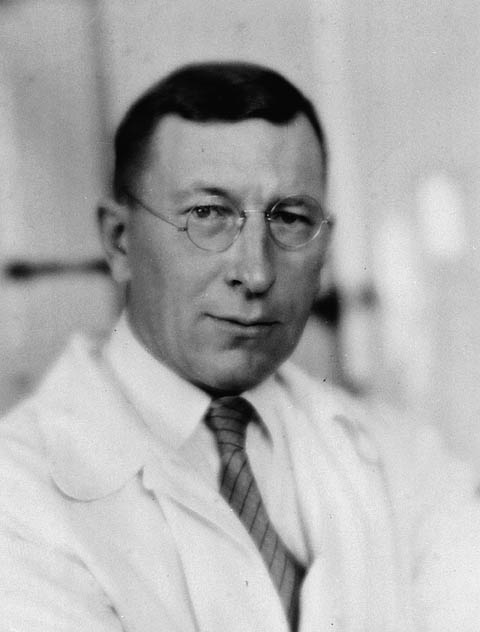
Сер Фредерік Бантинг, удостоєний Нобелівської премії за перше застосування інсуліну на людях
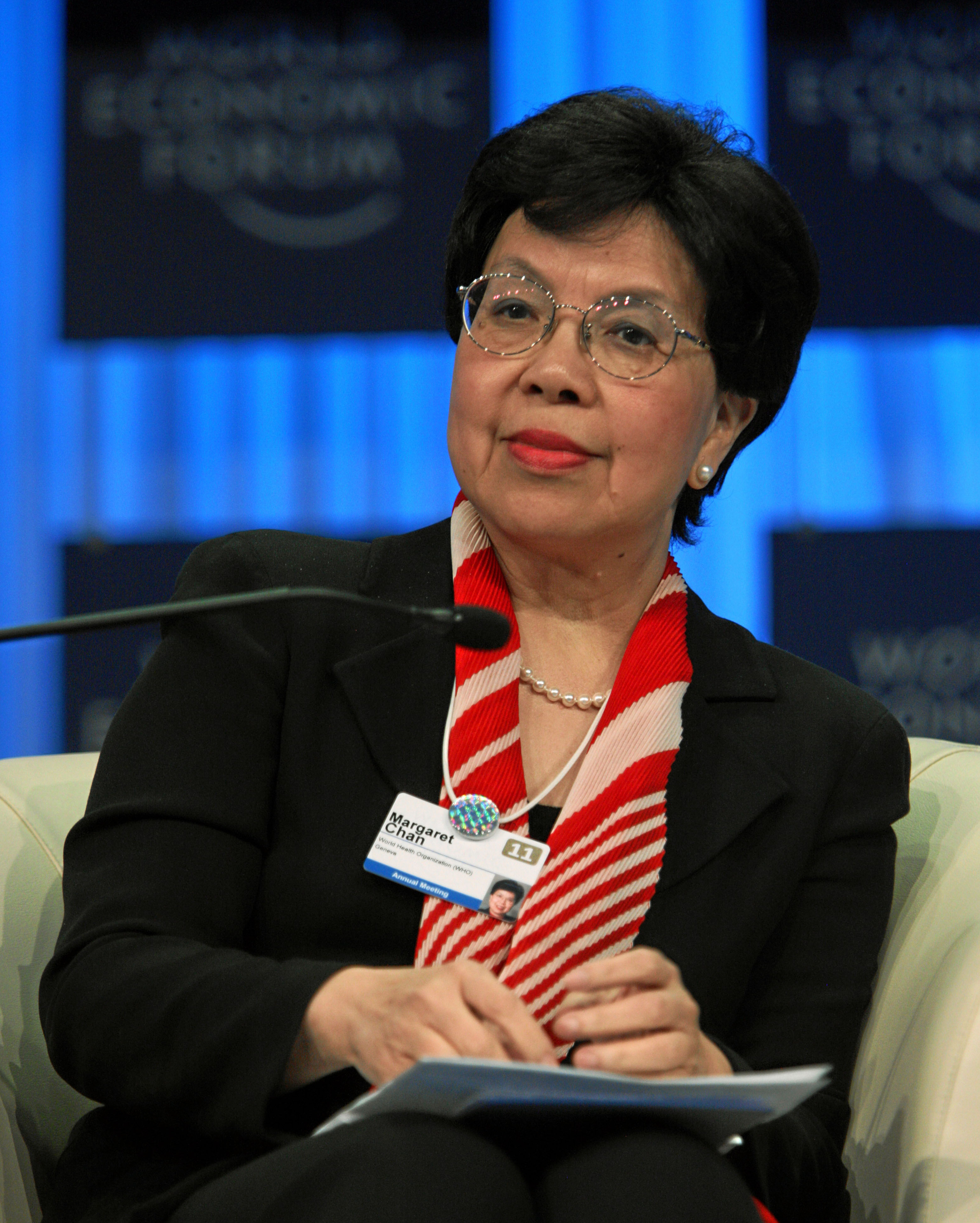
Маргарет Чен, 7-й генеральний директор Всесвітньої організації охорони здоров'я
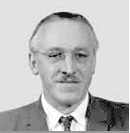
Дж. Карсон Марк, математик і учасник Манхеттенського проєкту
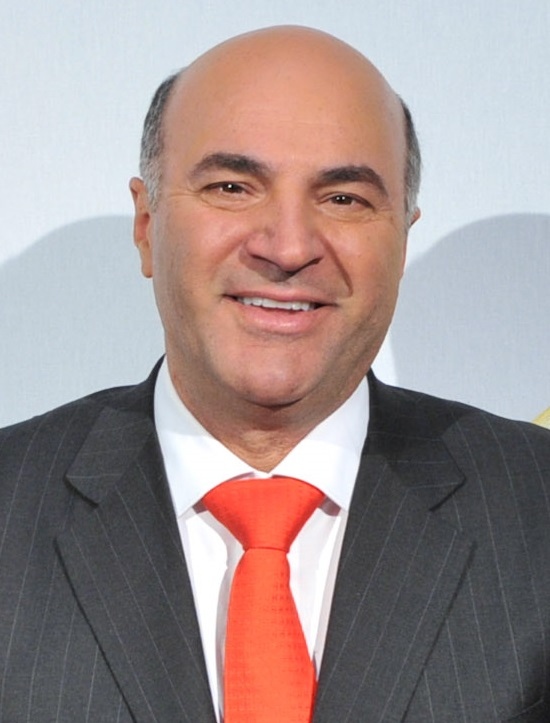
Кевін О'Лірі, президент The Learning Company і телеведучий
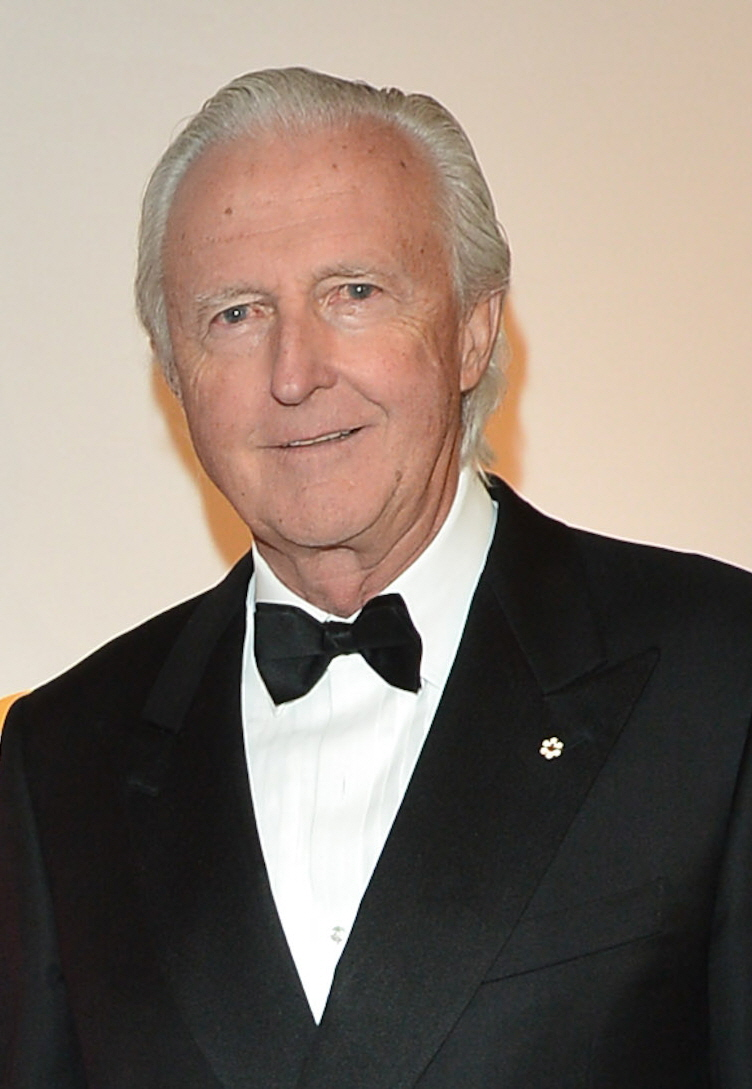
Гален Вестон, голова George Weston Limited
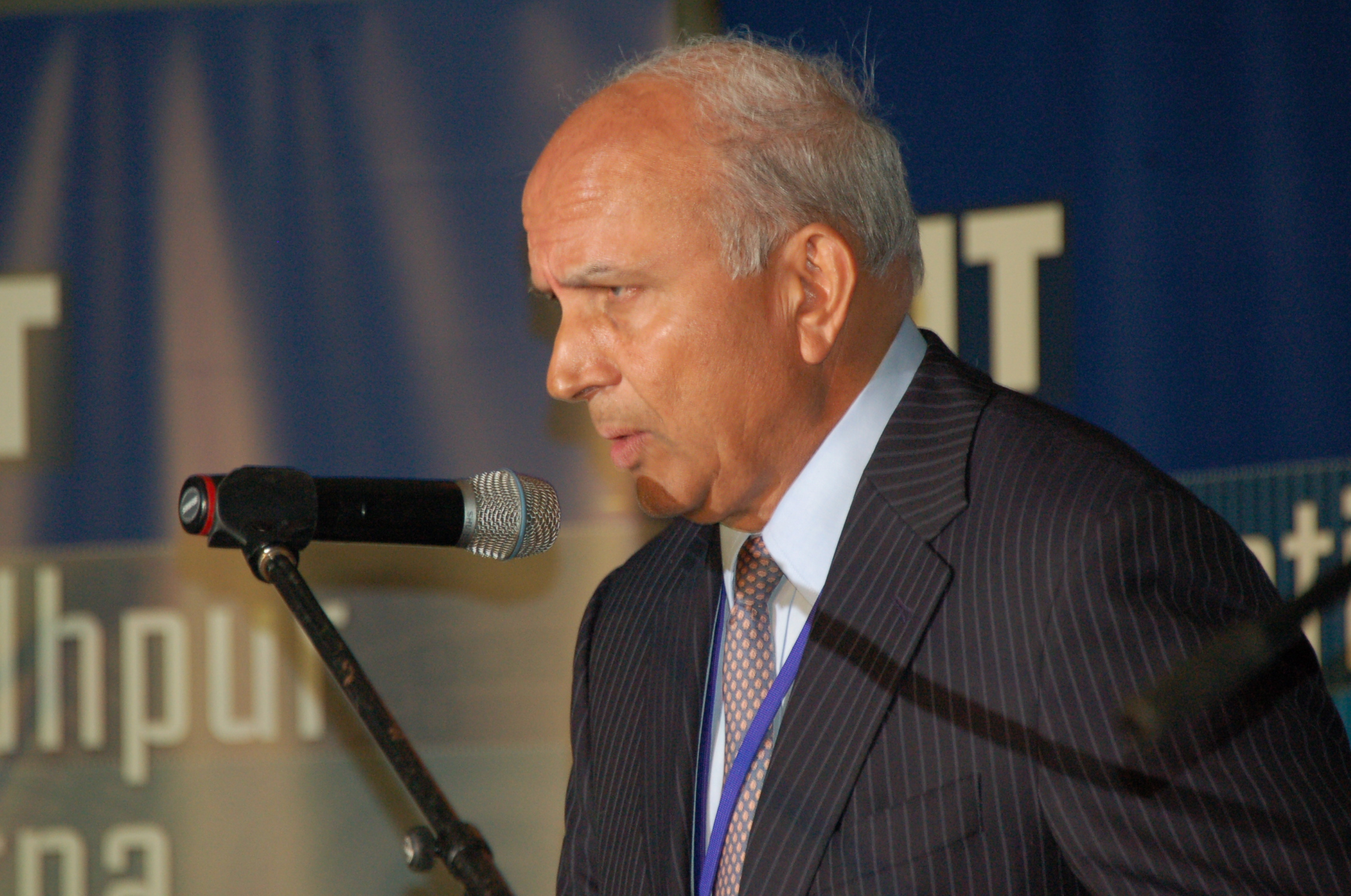
Прем Ватса, засновник і голова Fairfax Financial
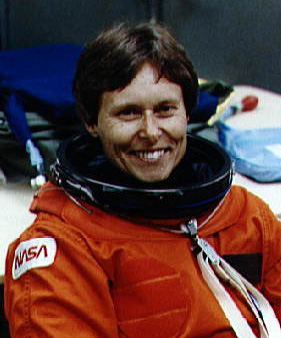
Роберта Бондар, астронавт CSA і перша канадська жінка в космосі
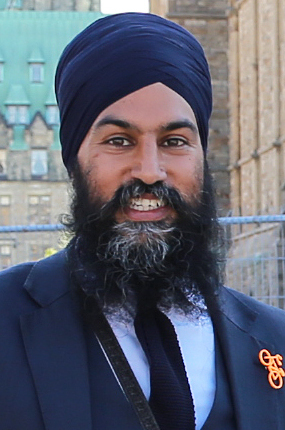
Джаґміт Сінґх, лідер Нової демократичної партії

Станом на листопад 2007 Університет Західного Онтаріо мав понад 220 000 випускників, які проживали у понад 100 країнах. Протягом усієї історії Вестерну викладачі, випускники та колишні студенти відігравали визначні ролі в багатьох різних сферах і отримували Нобелівську премію, Пулітцерівську премію та інші нагороди, як-от Стипендія Родс. Колишній викладач Фредерік Бантинг отримав Нобелівську премію з фізіології та медицини за відкриття інсуліну. Аліс Манро, який здобув Нобелівську премію з літератури 2013 року, навчалася на факультеті англійської мови університету два роки за стипендією і повернулася на Вестерн у 1974–75 роках, коли обіймала посаду письменниці-резидента. Пізніше їй було присвоєно почесний ступінь. Двоє випускників Western Ontario також подорожували в космос, а саме  Bjarni Tryggvason і Roberta Bondar.
Багато колишніх студентів здобули місцеву та національну популярність завдяки службі в уряді, наприклад Джеймс Бартлман, який обіймав посаду лейтенант-губернатора Онтаріо з 2002 по 2007 рік, і Шейла Коппс, яка була віце-прем'єр-міністром Канади. Серед випускників Вестерна також є ряд провінційних прем'єр-міністрів, у тому числі колишні прем'єри Онтаріо Джон Робартс і Девід Петерсон і колишній прем'єр Альберти Дон Гетті. Ряд випускників також займали чільні посади на міжнародному рівні. Приклади включають Гленна Стівенса, керуючого Резервного банку Австралії та Маргарет Чен, генерального директора Всесвітньої організації охорони здоров'я.
Значна кількість видатних лідерів у сфері бізнесу та економіки також навчалася у Western. Приклади: Стівен Полоз, губернатор Банку Канади, Томас Х. Бейлі, засновник і колишній голова Janus Capital Group, Джефф Бітті, президент The Woodbridge Company і голова CTVglobemedia, Джордж Коуп, президент і генеральний директор Bell Canada Enterprise, Джозеф Мункастер, президент Canadian Tire, Едвард Роджерс III, заступник голови Rogers Communications, і колишній президент Rogers Cable, Аркаді Кульманн, голова ING Direct, Роб МакЮен, засновник, голова та колишній генеральний директор Goldcorp Inc., Джон Томпсон, колишній голова Toronto-Dominion Bank і канцлер Western, Прем Ватса, голова, генеральний директор Fairfax Financial, Лі Сенг Ві, колишній голова Oversea-Chinese Banking Corporation, Гален Вестон, голова та президент George Weston Limited, Говард Ліндзон, автор і засновник StockTwits, бізнес-леді Маргарет Хен, генеральний директор Shatec, сінгапурський навчальний заклад з гостинності itution та Кевін О'Лірі, телеведучий, венчурний капіталіст і колишній президент The Learning Company.

## Герб
Шаблон:Infobox COA wide

## Замітки
1. ↑  The following includes full-time, and part-time students enrolled at the university. The following figures do not include students enrolled with an affiliate institutions of Western, including Brescia, King, and Huron university colleges.
2. ↑  The following includes students enrolled in a first professional degree program.

## Подальше читання
- Barr, Murray Llewellyn (1977). A Century of Medicine at Western: A Centennial History of the Faculty of Medicine, University of Western Ontario. University of Western Ontario. ISBN 9780919534001.
- Gwynne-Timothy, John RW (1978). Western's First Century. University of Western Ontario.
- Talman, Ruth Davis (1925). The Beginnings and Development of the University of Western Ontario, 1878–1924 (Дипломна робота MA). University of Western Ontario.